# Drev-Hornaryds kyrka
Drev-Hornaryds kyrka, även Drevs nya kyrka, är en kyrkobyggnad i Möllekulla i Växjö stift. Den är församlingskyrka i Sjösås församling sedan 2010 (2006–2009 i Drev-Hornaryds församling).

## Kyrkobyggnaden
Kyrkan är ett resultat av att Drevs och Hornaryds församlingar gemensamt uppförde en kyrka åren 1866–1867. Förslag om gemensam kyrka för de båda socknarna väcktes redan  1831 av biskop Esaias Tegnér. Hornaryds kyrka revs medan Drevs medeltida kyrka bevarades för eftervärlden. Ritningar till Drev-Hornaryds kyrka utarbetades av arkitekt Theodor Anckarsvärd, Växjö. Allhelgonadagen den 1 november 1868 invigdes kyrkan av biskop  Henrik Gustaf Hultman. 
Den nya kyrkan präglas av både nygotiska och nyromanska inslag.  Kyrkobyggnaden är uppförd i sten som både exteriört och interiört är putsad och vitkalkad. Kyrkan utgörs av ett rektangulärt långhus  med ett halvrunt kor i söder, sakristia i öster och tornbyggnad med huvudingång i norr. Tornet är försett med dubbla ljudöppningar och en åttasidig lanternin  med en kort spira krönt av en korsglob. 
I tornvåningen för klockorna hänger tre klockor. Lillklockan och mellanklockan har överflyttats från Drevs gamla kyrka. Lillklockan med runinskrift anses gjuten under 1300-talet.  Mellanklockan är enligt inskrift gjuten 1651 och omgjuten 1751. Storklockan är gjuten av malm från Hornaryds båda kyrkklockor  1867 av C A Norling, Jönköping. 
Interiören är av tidstypisk salkyrkokaraktär  med tunnvalv  över kyrkorummet. En kraftig  pilasteromfattning  med rundbåge avskiljer koret från kyrkorummet. Koret med sina valvribbor är smyckat med en freskomålning av Olle Hjortzberg med motivet "Kristi himmelsfärd". Tidigare bestod altarprydnaden av ett kors omgivet av en stor strålkrans med en Jahvetriangel.

## Inventarier
- Dopfunt  från 1100-talet med reliefmotiv av  fabeldjur. (Har tidigare haft sin plats i Drevs gamla kyrka).
- Triumfkrucifix  daterat till  1400-talet   från  Hornaryds kyrka.
- Fristående altare.
- Predikstol   med ljudtak .Korgens speglar är prydda med symboler i form av Lagtavlorna, korslagda nycklar,kors och törnekrans samt hjärta genomborrat av två pilar.
- Bänkinredning indelad i fyra kvarter med dörrar mot mittgången.
- Orgelläktare med mittstycket prytt med  lyra  och palmkvistar.

## Bildgalleri

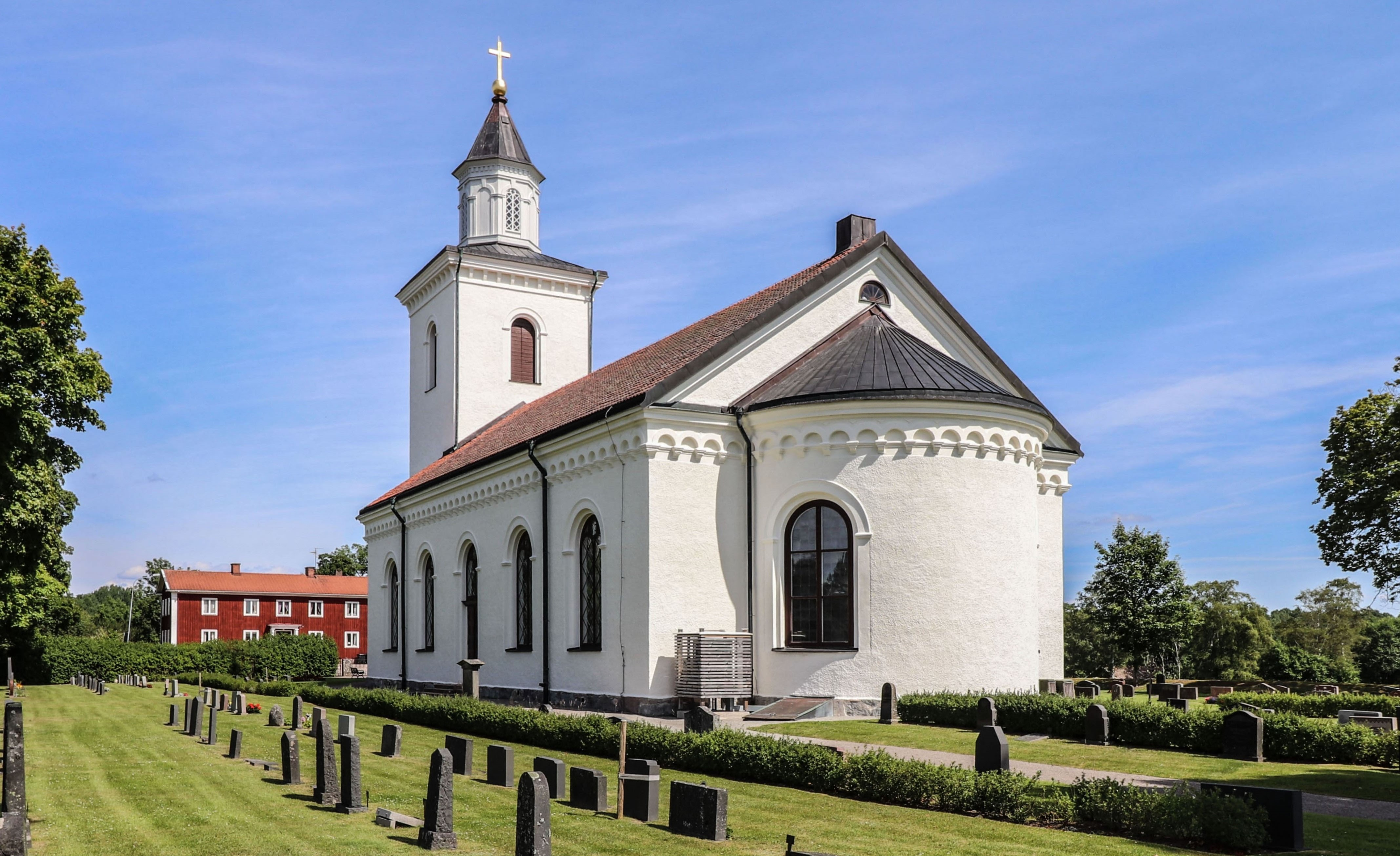
Kyrkan från sydväst
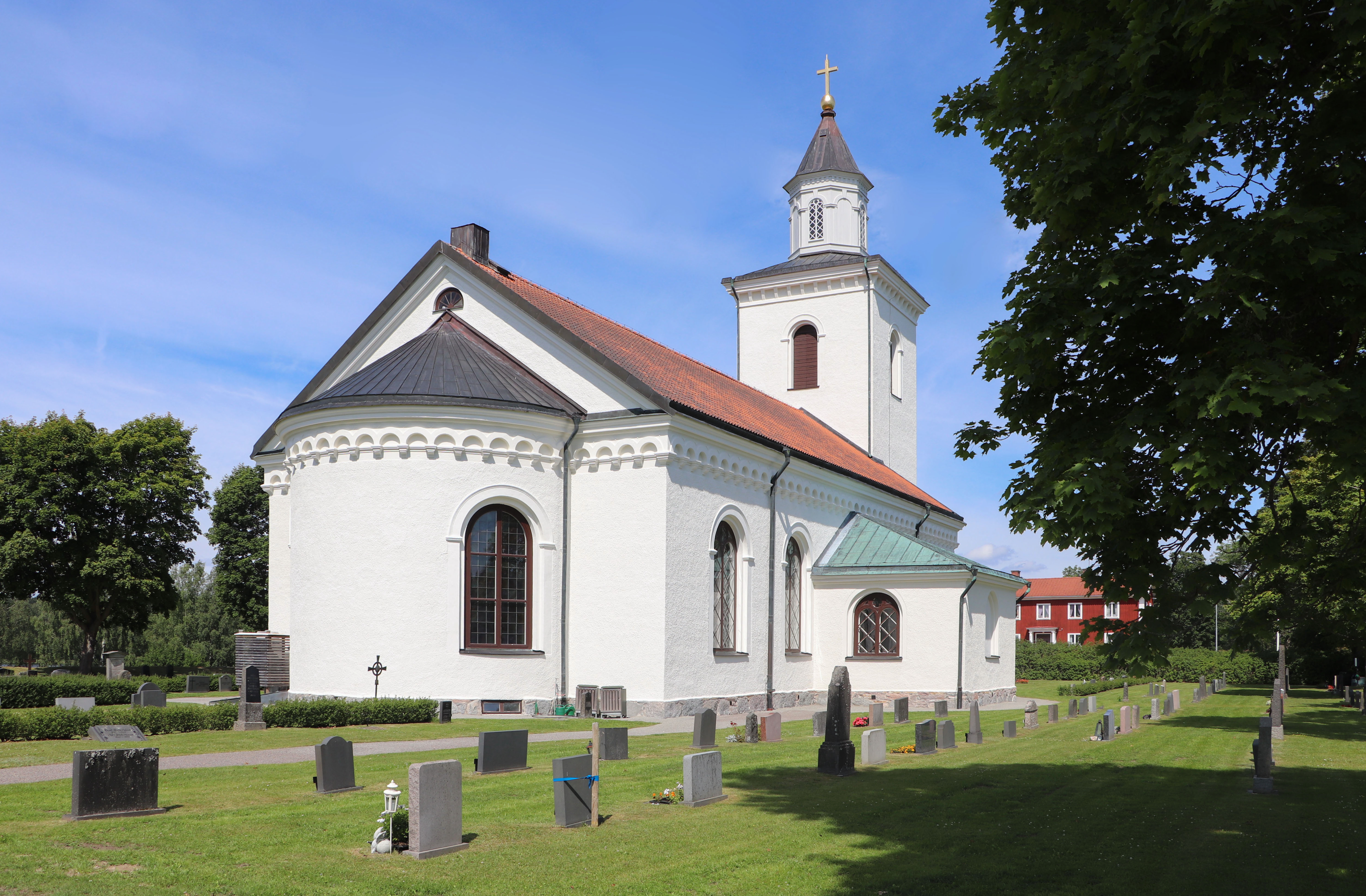
Exteriör från sydöst
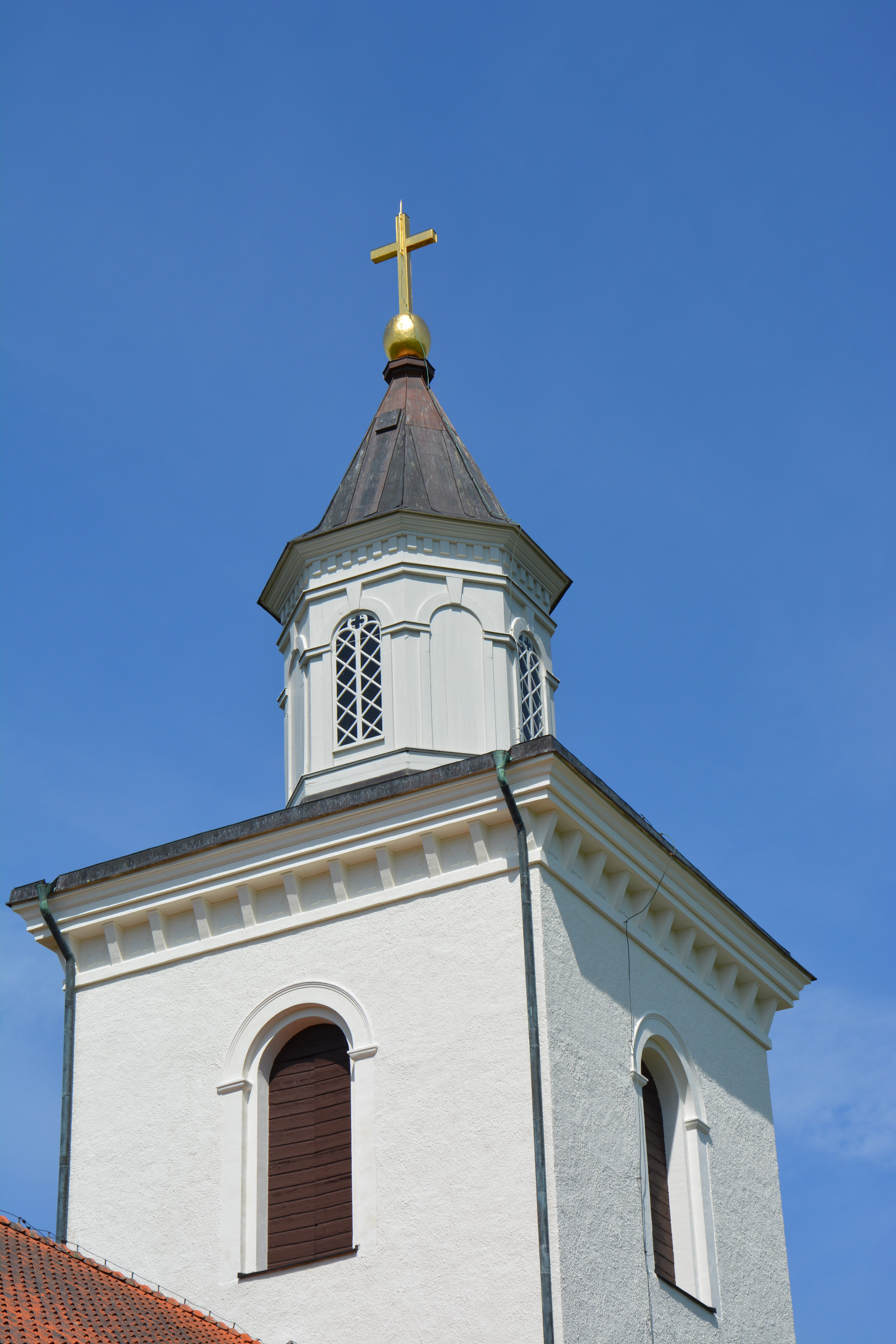
Tornets lanternin
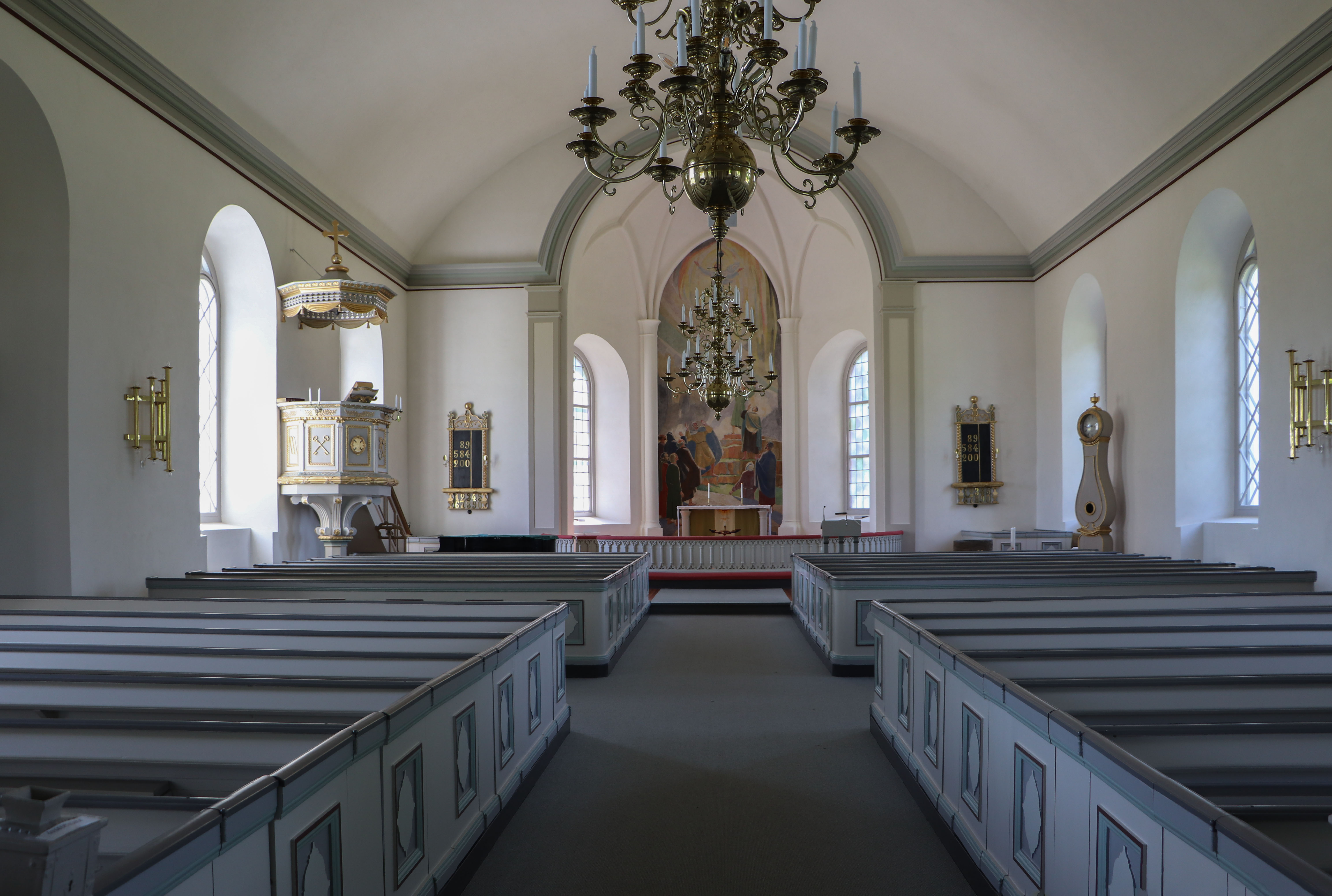
Interiör mot söder
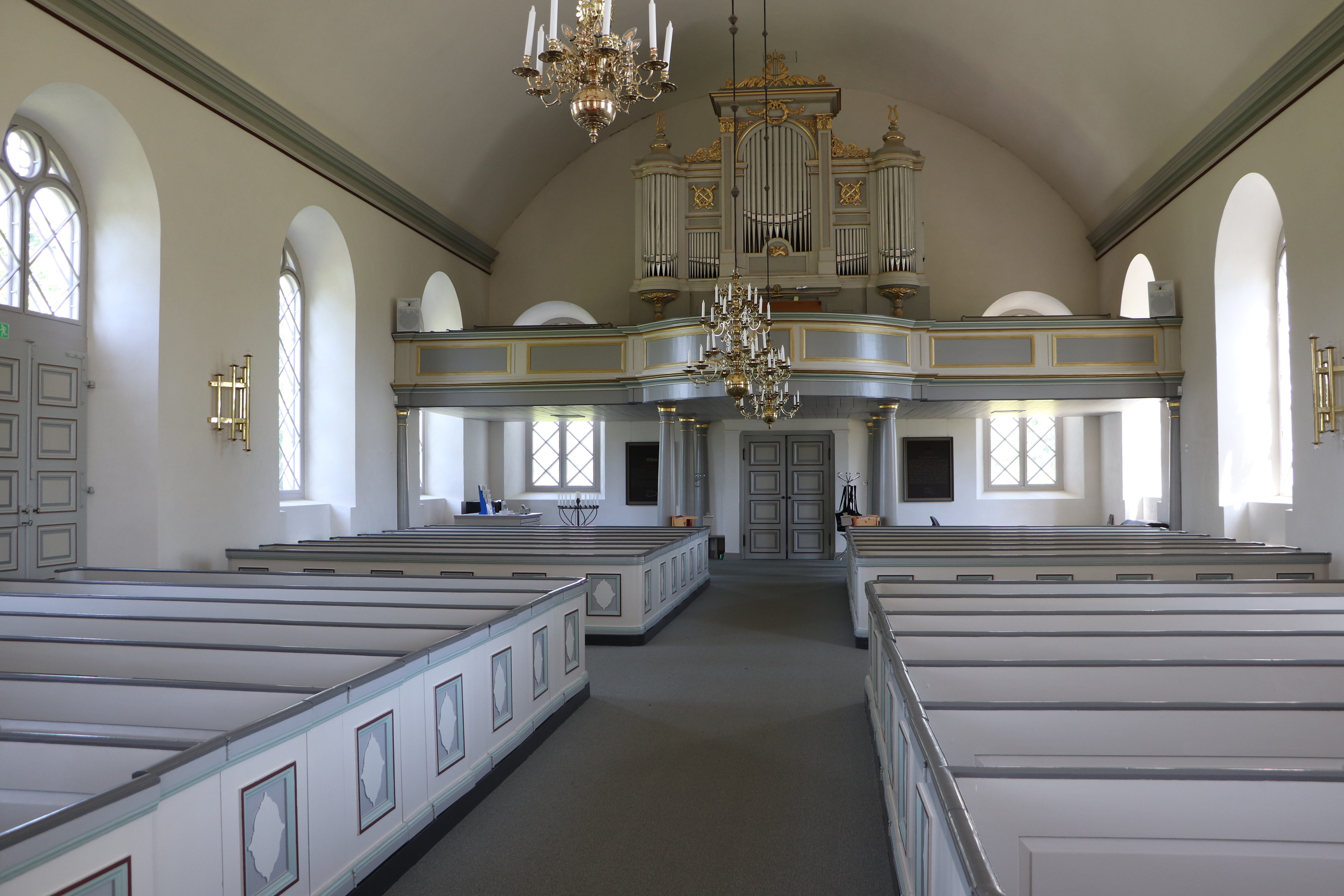
Interiör mot norr
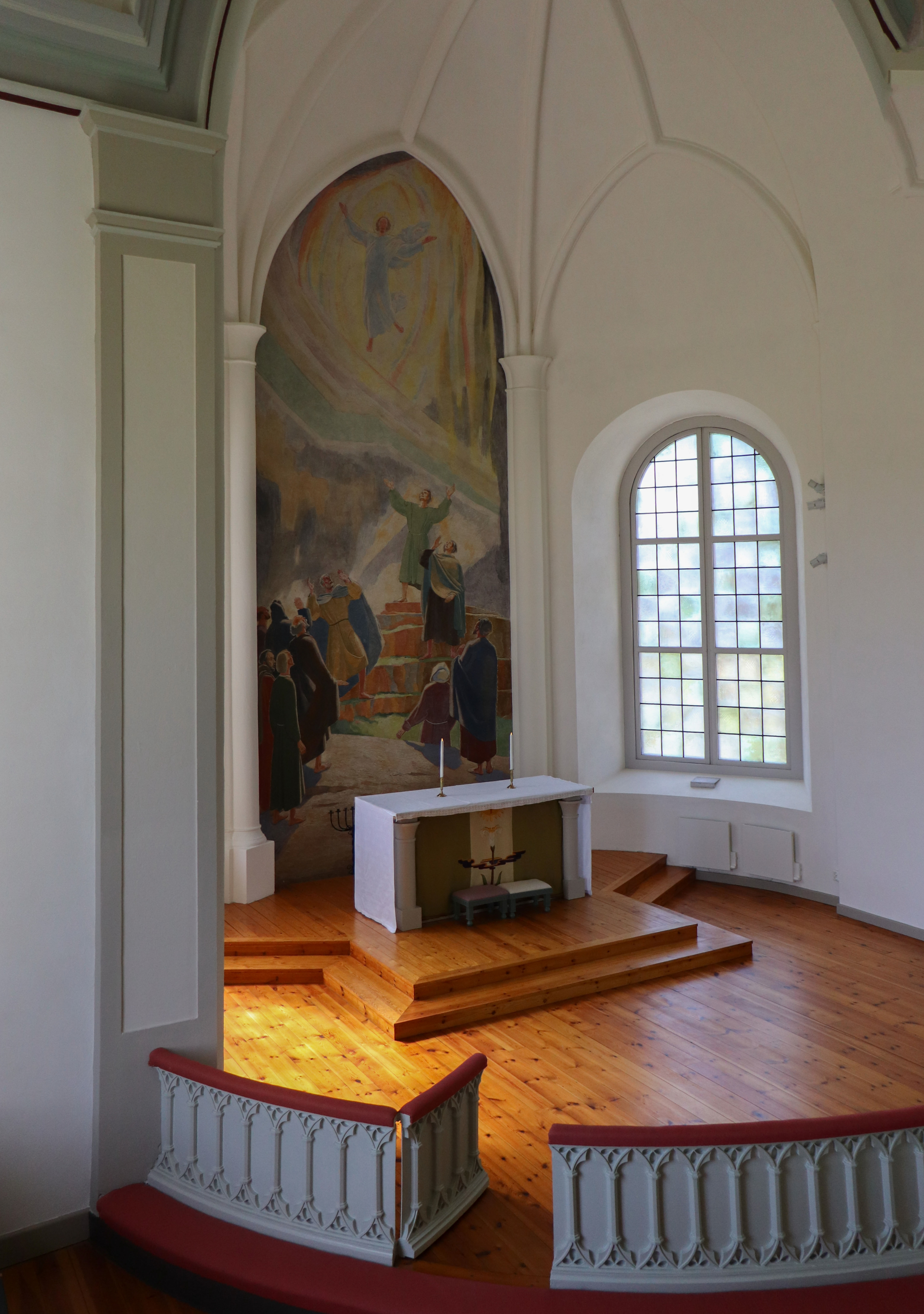
Koret
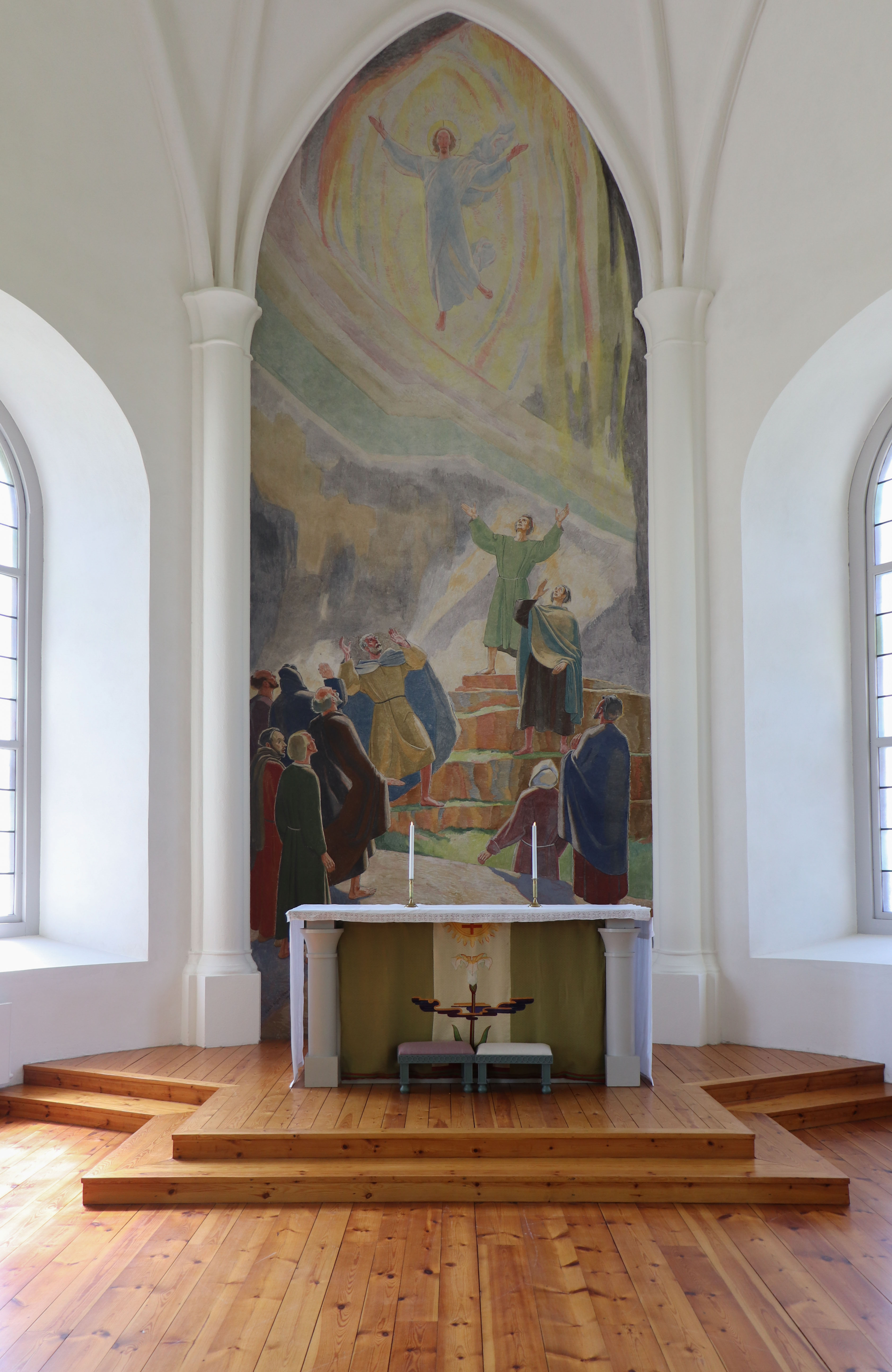
Altaret och O.Hjortzbergs fresk 1940
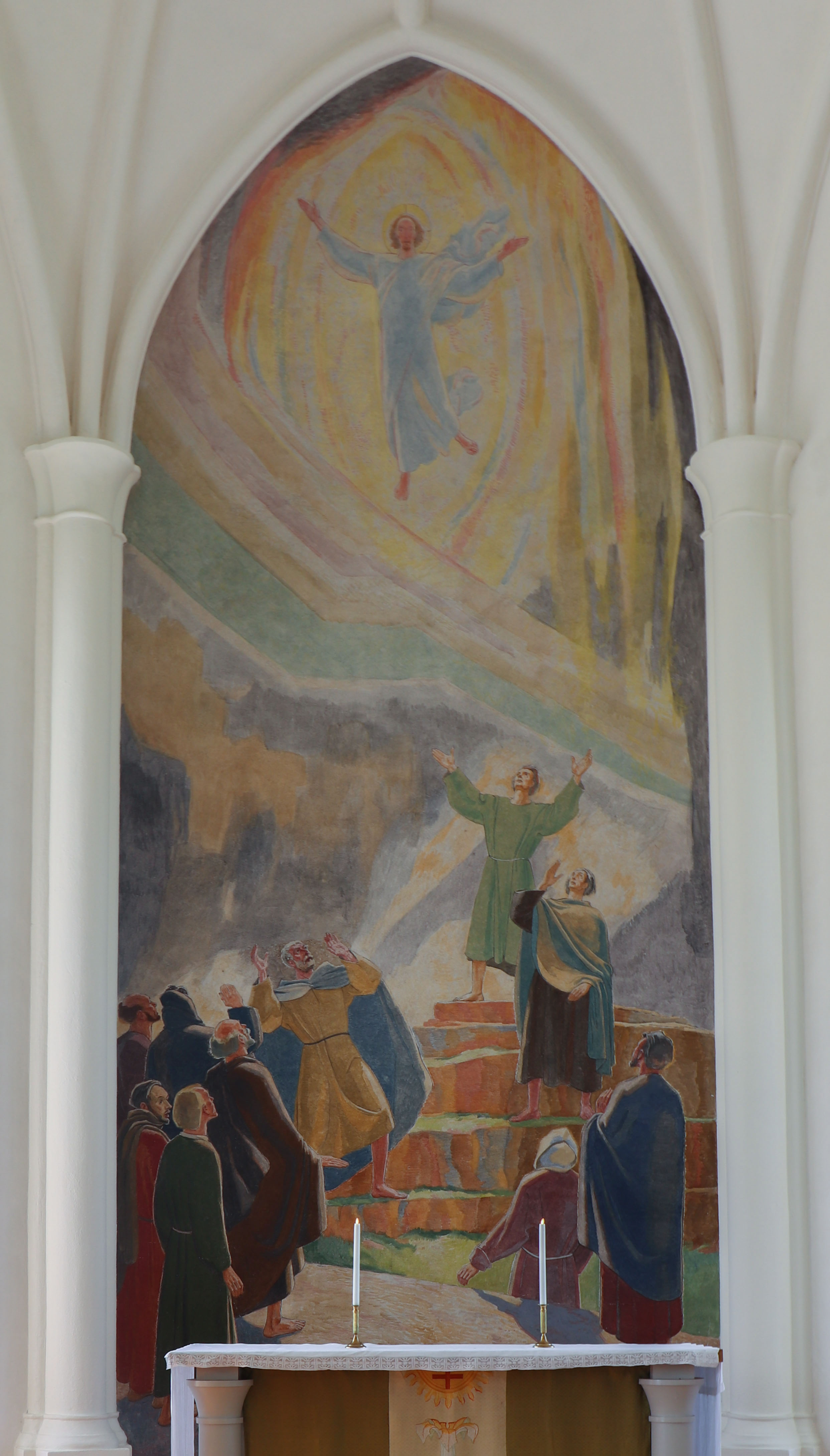
"Kristi himmelsfärd"
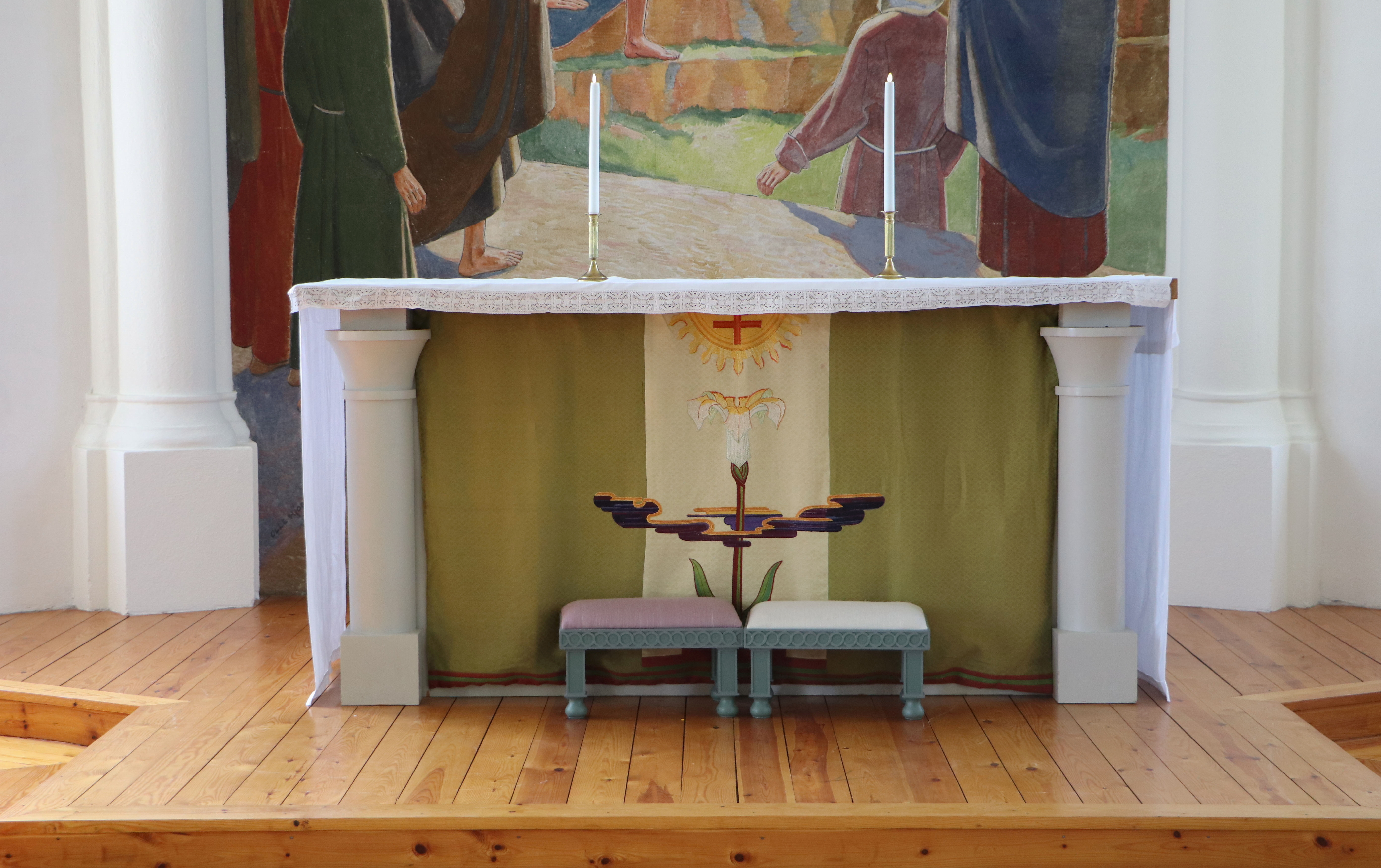
Fristående altare
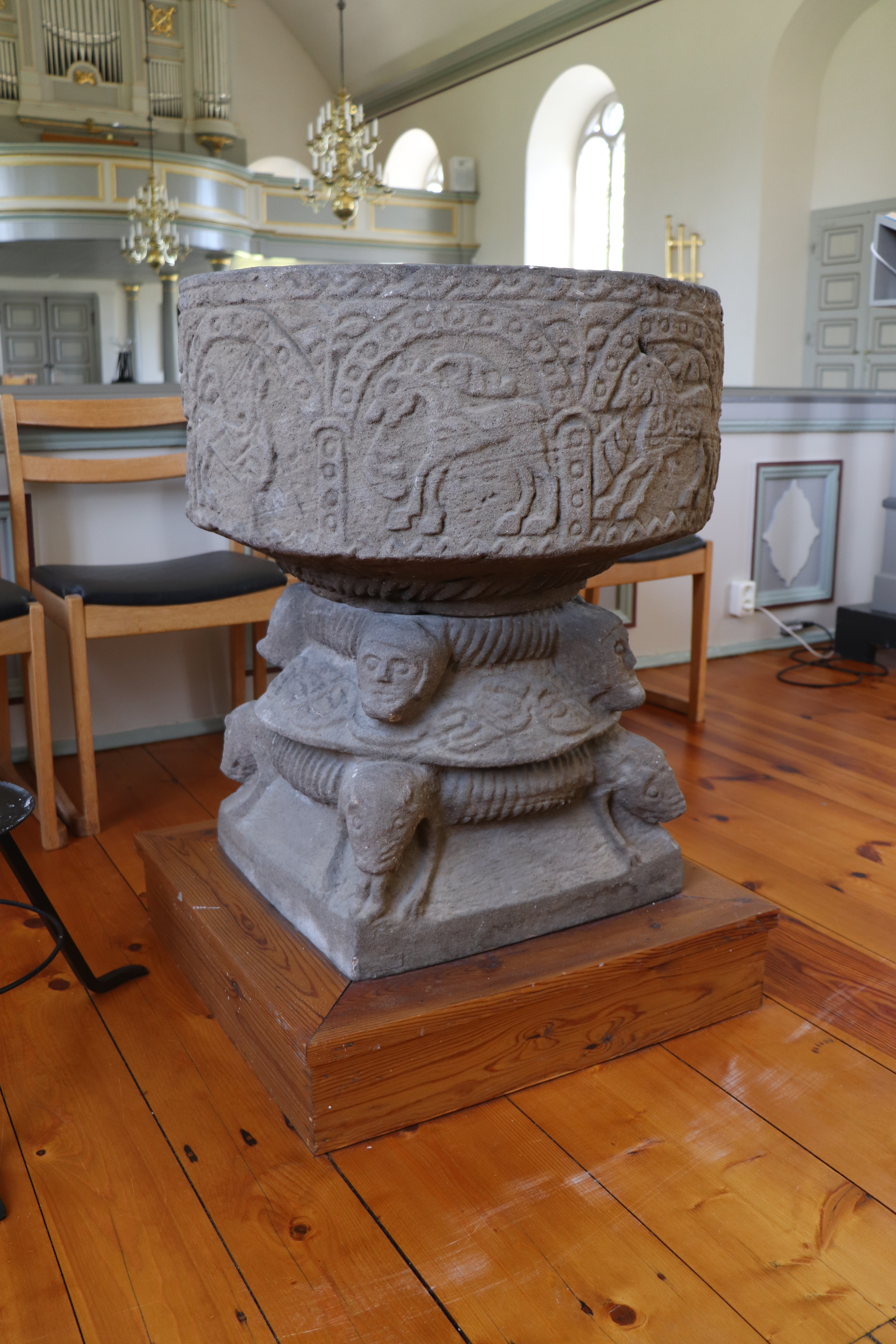
Medeltida dopfunt
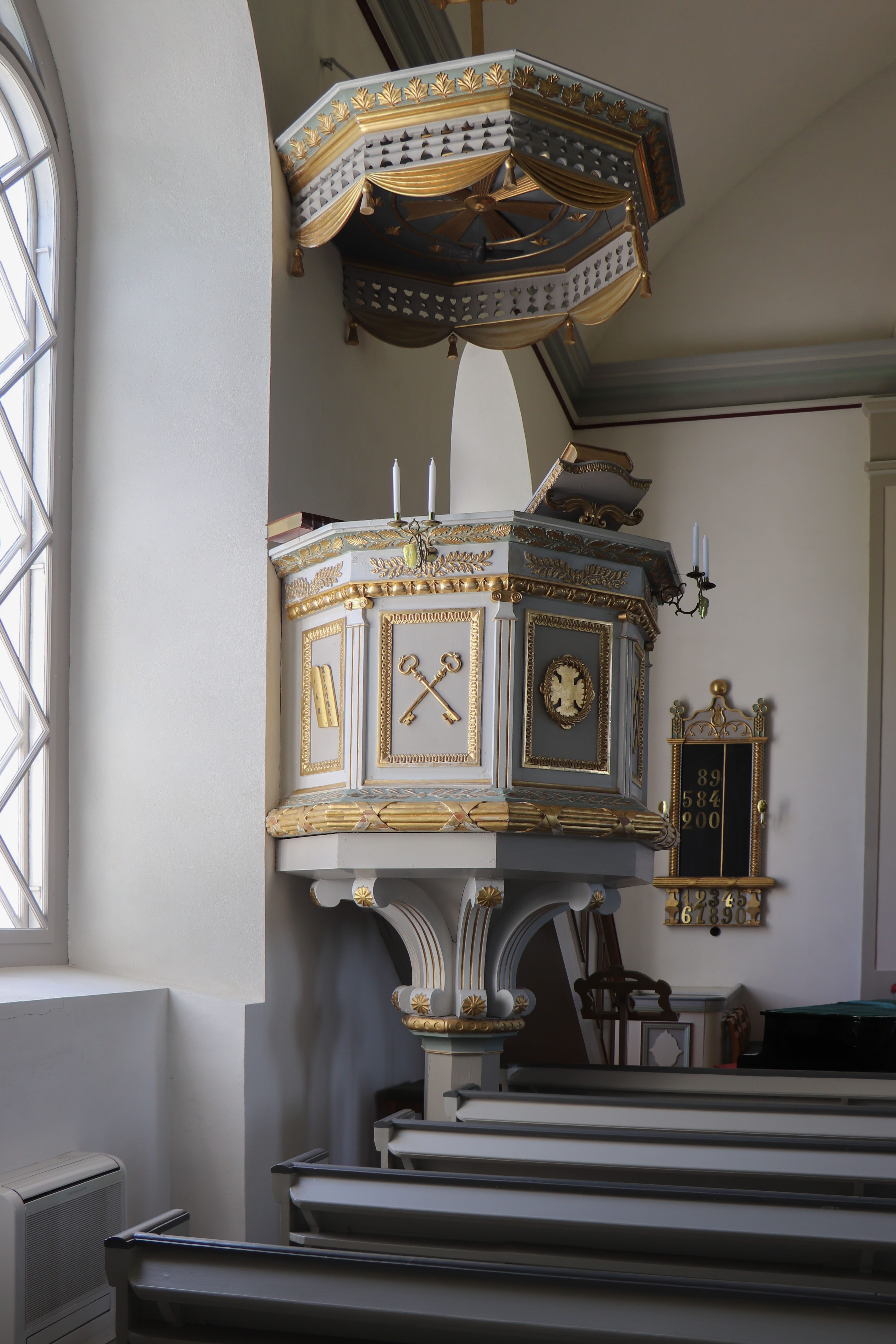
Predikstol
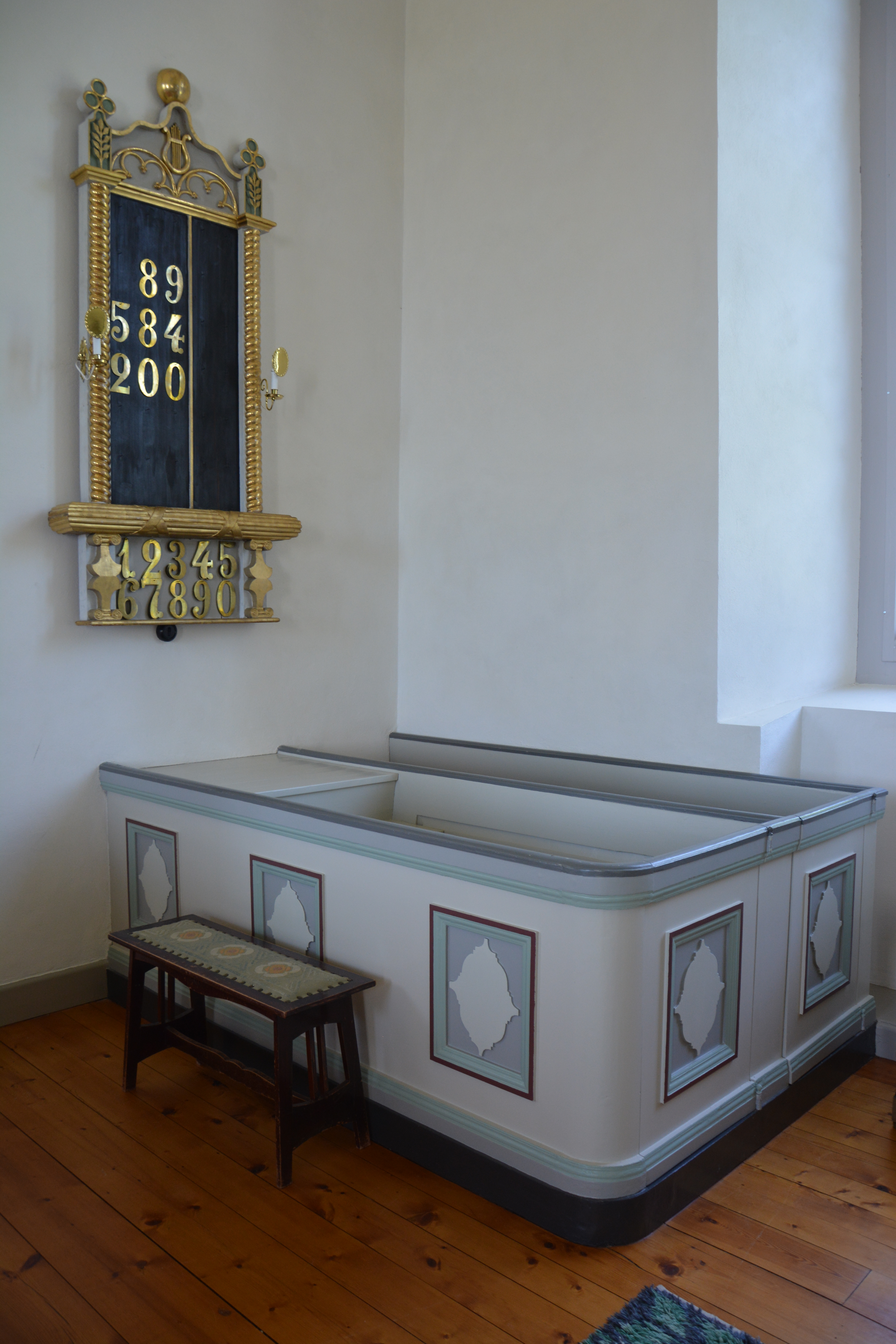
Bänk i koret och psalmnummertavla
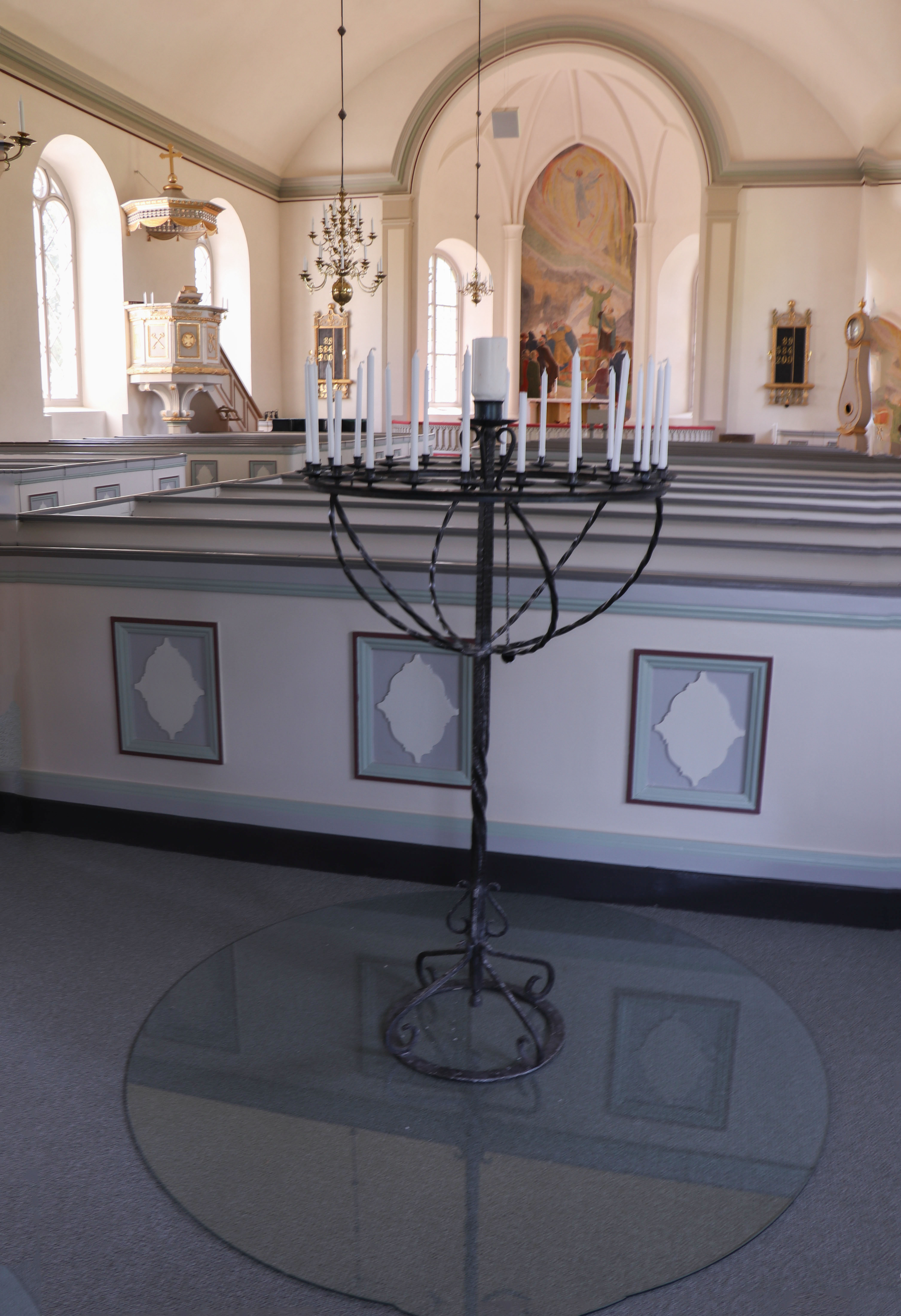
Ljusbärare
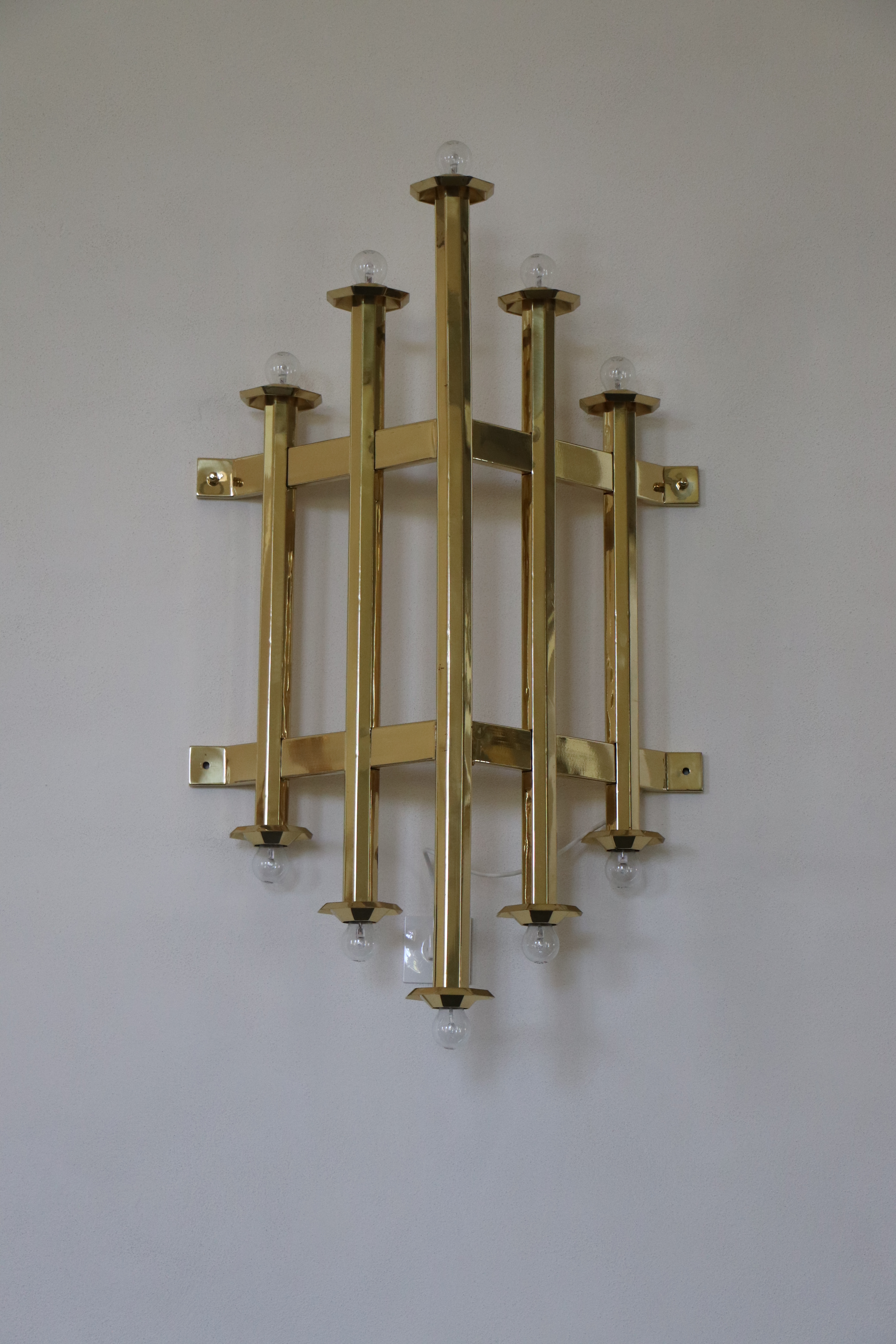
Vägglampett

## Orgel

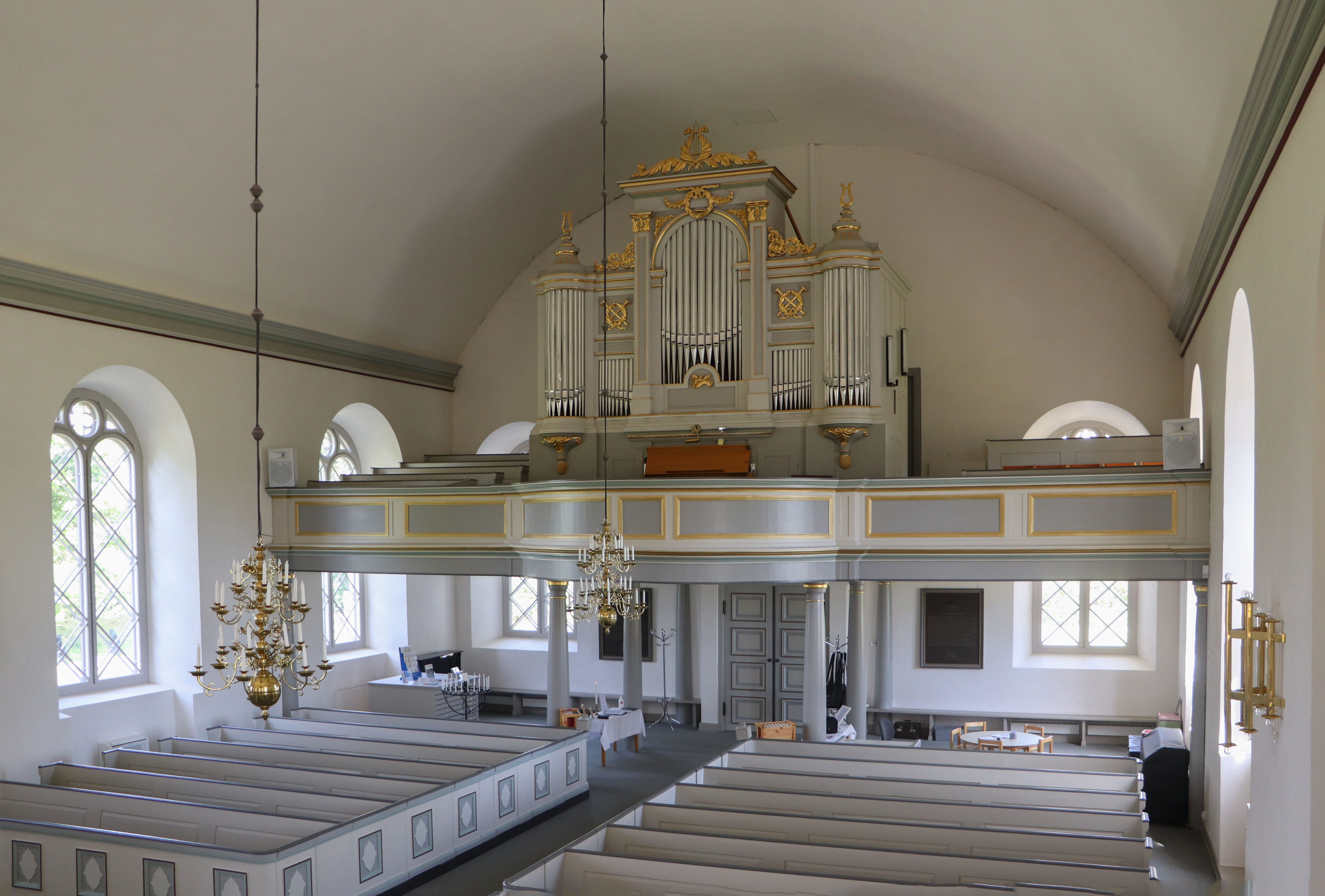
Orgeln med Hedins fasad

- 1868 installerades en orgel med sexton stämmor, byggd av Carl August Johansson, Hovmantorp. Orgelfasaden utfördes efter ritningar av Ludvig Hedin, Stockholm samma år.
- 1916 ersattes orgeln med en ny, omfattande femton stämmor byggd av Eskil Lundén, Göteborg. Den har ombyggts vid flera tillfällen.
- 1966 tillverkade Liareds orgelbyggeri en ny mekanisk orgel som har fjorton stämmor. Fasaden härstammar från 1868 års orgel.

| Huvudverk I   | Svällverk II        | Pedal         | Koppel |
| Gedackt 8´    | Rörflöjt 8´         | Subbas 16´    | I/P    |
| Principal 4´  | Blockflöjt 4´       | Principal 8´  | II/P   |
| Rörflöjt 4´   | Svegel 2´           | Kvintadena 4´ | II/I   |
| Oktava 2´     | Kvinta 1 1/3'       |               |        |
| Mixtur 3 chor | Sesquialtera 2 chor |               |        |
|               | Scharf 2 chor       |               |        |
|               | Crescendosvällare   |               |        |